# Dieta Swank
La Dieta Swank è stata sviluppata da Roy Laver Swank, primario di neurologia alla scuola medica dell'Università dell'Oregon.
A partire dal 1949, Swank incluse in uno studio longitudinale 149 pazienti affetti da sclerosi multipla, sottoponendoli a una dieta particolarmente povera di acidi grassi saturi. Non tutti i pazienti riuscirono a seguire le indicazioni dietetiche di Swank e vennero divisi in due gruppi: quelli che seguirono scrupolosamente la dieta (good dieters) e quelli che la seguirono meno scrupolosamente (poor dieters).
Dopo 34 anni Swank pubblicò i risultati della sua ricerca sulla rivista scientifica The Lancet: le condizioni fisiche e mentali di chi seguì scrupolosamente la dieta (good dieters), consumando meno di 20 grammi di grassi saturi al giorno, deteriorarono in maniera poco significativa mentre chi non seguì scrupolosamente la dieta (poor dieters), consumando più di 20 grammi di grassi saturi al giorno, ebbe un importante incremento del proprio livello di disabilità.
L'intero studio fu supportato e finanziato da Multiple Sclerosis Society of Canada, dal Montreal Neurological Institute, dal dipartimento Health and Welfare del Canada, dalla Multiple Sclerosis Society di Portland e altri.

## La dieta
La dieta Swank consiste in:
- Non più di 15 grammi di grassi saturi al giorno
- Un ammontare di grassi insaturi (olii) compreso tra 20 e 50 grammi al giorno
- Nessun tipo di carne rossa per il primo anno di dieta dopodiché un massimo di 85 grammi di carne rossa alla settimana
- I prodotti caseari (latte e derivati) devono contenere meno dell'1% di grassi
- Nessun tipo di cibo processato industrialmente
- Un buon apporto di acidi grassi omega-3 (olio di pesce, olio di semi di lino, olio di fegato di merluzzo, ecc.) ed in più una serie di integratori di vitamine e minerali da prendere con cadenza giornaliera
- Cereali e legumi senza restrizioni, meglio se integrali

## Ricerca
Uno studio realizzato su 2469 persone e pubblicato nel 2015 supporta un'associazione tra dieta e livello di disabilità nella sclerosi multipla, riportando comunque la necessità di studi clinici randomizzati per analizzare questa associazione.
Nel 2012 la Cochrane Collaboration (la principale istituzione internazionale per gli studi di efficacia delle terapie) ha condotto una revisione sistematica riguardo alla supplementazione con acidi grassi polinsaturi (PUFA) per la sclerosi multipla, concludendo che "i PUFA non sembrano avere un importante effetto sul decorso clinico della SM", e che "i dati disponibili sono insufficienti per valutare un reale beneficio dalla supplementazione di PUFA a causa della loro dubbia qualità"